# Möbiusinversie
In de wiskunde is de Möbius-inversie een relatie tussen paren rekenkundige functies gedefinieerd door sommen over delers. De inversie is in 1832 door August Ferdinand Möbius in de getaltheorie ingevoerd.
Een grote veralgemening van deze formule is van toepassing op de sommatie over een willekeurige lokaal eindige, partieel geordende verzameling, waarbij de klassieke formule van Möbius van toepassing is op de verzameling van natuurlijke getallen geordend op deelbaarheid.

## Stelling
De klassieke versie stelt dat als {\displaystyle g} en {\displaystyle f} rekenkundige functies zijn die voldoen aan
{\displaystyle g(n)=\sum _{d\mid n}f(d)\quad } voor ieder geheel getal {\displaystyle n\geq 1}
Dan
{\displaystyle f(n)=\sum _{d\mid n}\mu (d)g\left({\frac {n}{d}}\right)\quad } voor ieder geheel getal {\displaystyle n\geq 1}
waarbij {\displaystyle \mu } de möbiusfunctie is en de sommen gaan over alle positieve delers {\displaystyle d} van {\displaystyle n}, aangegeven door {\displaystyle d\mid n} in de bovenstaande formules. In feite kan de oorspronkelijke {\displaystyle f(n)} gegeven {\displaystyle g(n)} worden bepaald door gebruik te maken van de inversieformule. Er wordt gezegd dat de twee sequenties möbius-transformaties van elkaar zijn.
De formule is ook correct als {\displaystyle f} en {\displaystyle g} functies zijn van de positieve gehele getallen in een abelse groep, gezien als een ℤ-module.
Met behulp van de dirichlet-convolutie kan de eerste formule worden geschreven als
{\displaystyle g={\mathit {1}}*f}
waarbij {\displaystyle *} de dirichlet-convolutie aangeeft en {\displaystyle 1}, de constante functie {\displaystyle 1(n)=1}, is. De tweede formule wordt dan geschreven als
{\displaystyle f=\mu *g}